# سعيد كريمي
سعيد كريمي (بالفارسية: سعید کریمی)؛ (مواليد 1 فبراير 2000) هو مهاجم كرة قدم إيراني يلعب في نادي مس رفسنجان.

## روابط خارجية
- سعيد كريمي على موقع قاعدة بيانات كرة القدم.إي يو (الإنجليزية)
- سعيد كريمي على موقع Soccerway.com (الإنجليزية)